# Leeuwenhoek
Leeuwenhoek is een woonbuurt in de Nederlandse stad Leiden, die deel uitmaakt van wijk Boerhaavedistrict.